# Radical cheerleading

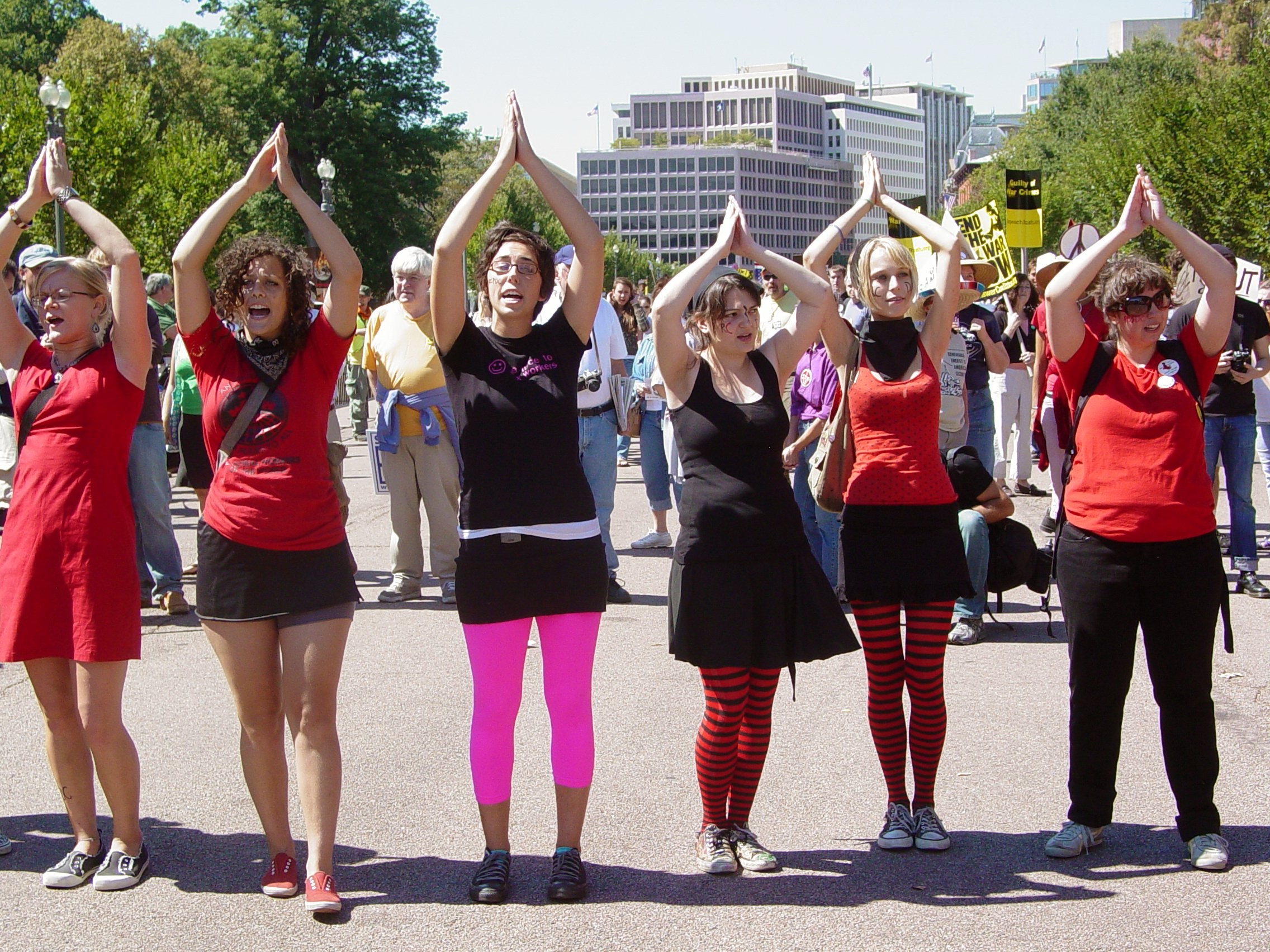
En grupp radikala cheerleaders i Washington D.C.

Radical Cheerleading är en metod att föra ut ett feministiskt budskap genom att låna estetiken inom amerikansk cheerleading. En grupp unga feministiska kvinnor i Florida började under 1990-talet att med feministiska ramsor, egna dräkter och pom-poms gjorda av sopsäckar ge sig ut på gatorna för att göra sig sedda. Metoden bidrar till att lätta upp stämningen vid demonstrationer och aktioner. 
Även om det inte var det ursprungliga primära syftet kan radical cheerleading även ses som en feministisk protest mot den amerikanska cheerleadingkulturen, där snygga, glada tjejer hejar fram främst killar i olika sportsammanhang. Filosofin inom radical cheerleading är att alla kan vara en cheerleader, även den som inte i vanliga fall skulle passa in, som exempelvis handikappade, kraftiga eller män.
Denna typ av aktivism har en stark koppling till radikalfeminism och speciellt till den amerikanska riot grrrl-feminismen, som tar de vackra och ljuva kvinnliga värdena och vänder dessa till protest mot rådande förhållanden. Fenomenet har nu fått sin spridning över världen och grupper som sysslar med radical cheerleading är nu något som till exempel är förekommande i många av Sveriges större städer som Stockholm, Uppsala, Malmö, Linköping, Göteborg och Helsingborg. I Uppsala har gruppen RCUA, som är en del av det feministiska nätverket Uppsala SisterHood, funnits sedan 2003.